# Adoretus laoticus
Adoretus laoticus är en skalbaggsart som beskrevs av Frey 1970. Adoretus laoticus ingår i släktet Adoretus och familjen Rutelidae. Inga underarter finns listade i Catalogue of Life.